# Erich Müller (Generaldirektor)
Erich Müller (* 4. Oktober 1921 in Massanei; † 16. Februar 1996 in Halle) war von 1968 bis 1988 Generaldirektor des VEB Kombinat Leuna-Werke »Walter Ulbricht«. Er führte damit einen der wichtigsten chemischen Großbetriebe der DDR.

## Leben
Müller wurde als Sohn eines Maschinenschlossers und einer Näherin im sächsischen Massenei geboren. Nach dem Besuch der Volksschule absolvierte er von April 1936 bis September 1939 ebenfalls eine Lehre zum Schlosser. Im Anschluss an die Lehre arbeitete Müller bis April 1941 als Maschinenschlosser. Am 26. Juni 1940 beantragte er die Aufnahme in die NSDAP und wurde zum 1. September desselben Jahres aufgenommen (Mitgliedsnummer 7.731.134). Im Mai 1941 wurde Müller zum Kriegsdienst eingezogen. Er diente bei der Luftwaffe und erlebte das Kriegsende im Range eines Obergefreiten in Nordnorwegen, wo er im Mai 1945 zunächst bis Oktober des gleichen Jahres interniert wurde. Danach wurde er nach Deutschland überführt und blieb bis November 1945 in amerikanischer Kriegsgefangenschaft in Darmstadt inhaftiert.
Anschließend verdingte sich Müller zunächst in den darauffolgenden zwei Monaten in Heilbronn mit Gelegenheitsarbeiten. Im Februar 1946 gelang ihm der Übertritt in die sowjetische Besatzungszone, innerhalb derer er in seine sächsische Heimat zurückkehrte. Dort war er zunächst für kurze Zeit in seiner alten Ausbildungsfirma als Maschinenschlosser tätig, bis er im April 1946 bei dem bekannten Chemiker Kurt Schwabe in dessen Institut eine Anstellung als Maschinenschlosser fand. Schwabe hatte 1944 im Waldheimer Ortsteil Meinsberg ein Forschungsinstitut für chemische Technologie gegründet und über den Krieg gerettet. Dort kam Müller zum ersten Mal mit der Chemie in Berührung.
Im Januar 1949 trat Müller in die SED ein und wechselte im Februar des gleichen Jahres zur Industriegewerkschaft Chemie, deren hauptamtlicher Ortsvorsitzender er in Döbeln wurde. 1950 wechselte er von Schwabes Institut zur Zentralverwaltung der IG Chemie, für die er zunächst als Instrukteur tätig war. In der Folge stieg er innerhalb der Industriegewerkschaft auf. 1951 und 1952 war er Vorstandsmitglied und stellvertretender Organisationsleiter beim Zentralvorstand der IG Chemie. Anschließend war er bis 1953 für einige Monate Referent von Horst Willim, dem Vorsitzenden des Zentralvorstandes der IG Chemie. Danach war Müller bis August 1955 als Organisationsleiter und 2. Sekretär des Zentralvorstandes der IG Chemie tätig.
Nach seiner sechsjährigen Tätigkeit innerhalb der IG Chemie wurde Müller im September 1955 vom FDGD-Bundesvorstand zu einem dreijährigen Studium an die Parteihochschule „Karl Marx“ delegiert, um sich dort das theoretische Rüstzeug für spätere geplante Funktionen innerhalb des FDGB zu holen. Im Juli 1958 schloss er das Studium als Diplom-Gesellschafts-Wissenschaftler ab. Entgegen den Plänen des FDGB-Bundesvorstandes, der eine erneute Verwendung Müllers in der IG Chemie vorsah, da zudem Horst Willim im Juli 1958 wegen „ernster politischer und ideologischer Mängel“ als Vorsitzender der IG Chemie abgesetzt worden war, wurde Müller ab August in der runderneuerten SED-Bezirksleitung Halle als Sekretär für Chemische Industrie eingesetzt. Dieser Sekretärsposten war innerhalb der SED-Bezirksleitungen einmalig und der besonderen Bedeutung der chemischen Industrie im sogenannten Chemiebezirk Halle geschuldet. Außerdem gab diese Personalie schon einen Vorgeschmack auf das Ende 1958 beschlossene Chemieprogramm der DDR. Bereits im April des Jahres hatte die Parteiführung der SED den amtierenden 1. Sekretär Franz Bruk wegen versöhnlerischer Tendenzen von seinem Posten abberufen und Bernard Koenen als DDR-Botschafter in der CSSR abgelöst und erneut nach 1952 als 1. Sekretär der SED-Bezirksleitung Halle eingesetzt. Der charismatische Politiker, der schon 1918 stellvertretender Vorsitzender des Arbeiterrates der Leuna-Werke war, sollte zusammen mit Müller das ehrgeizige Chemieprogramm im Bezirk Halle umsetzen. Es ging dabei um nicht weniger als um sechs große Chemiebetriebe an fünf Standorten. Hinzu kam im Dezember 1958 als 2. Sekretär der SED-Bezirksleitung Halle Gerhard Frost, welcher vorher die SED-Kreisleitung der Leunawerke geführt hatte. Des Weiteren wurde im Juni 1958 mit Hans Bentzien, einige Jahre später DDR-Kulturminister, auch ein neuer Kultursekretär berufen. Während Müllers Sekretärstätigkeit wurde 1959 mit dem Bau des modernen Produktionskomplexes Leuna II begonnen und die Buna-Werke entwickelten sich zum größten Carbid-Produzenten der Welt. Das Elektrochemische Kombinat Bitterfeld war 1959 größter Chlor- und Chlorproduktehersteller der DDR, größter Kunststoff- und Kunststoffproduktehersteller der DDR sowie größter Graphithersteller der DDR. Hinzu kamen die Farbenfabrik Wolfen als DDR-weit einziger Farbstoffhersteller, die Filmfabrik Wolfen und das Stickstoffwerk Piesteritz als großer Ammoniak- und Harnstoffproduzent.
Nachdem im Frühjahr 1963 in Anlehnung an das sowjetische Vorbild die Parteileitungen nach dem Produktionsprinzip geführt wurden, fiel Müllers Sekretärsposten weg. Er übernahm dafür den Posten des Vorsitzenden des Bezirkswirtschaftsrates Halle. Somit war er weiterhin bis zum November 1968 in verantwortlicher Position für die weitere industrielle Entwicklung des Bezirkes Halle mit zuständig. So fällt zum Beispiel der Baubeginn der Chemiearbeiter-Stadt Halle-Neustadt 1964 in Müllers Amtszeit.
Nach der Inbetriebnahme des Leunawerkes II kam es in den Jahren 1967 und 1968 vermehrt zu Produktionsschwierigkeiten unter anderem bei dem Grundstoff Caprolactam. Dies führte so weit, dass Walter Ulbricht bei seiner Rede auf dem 9. Plenum des ZK der SED am 24. Oktober 1968 konkret Qualitätsprobleme ansprach und außerdem die mangelnde Einbindung neuester Forschung in die Produktion kritisierte. Bezugnehmend auf entsprechende Informationen aus der Wissenschaft kulminierte das in dem Satz: „Wenn diese Information zutrifft, so ist eine Auseinandersetzung mit den leitenden Genossen des Leunawerkes notwendig.“ Dies führte kurze Zeit später dazu, dass der amtierende Leunaer Generaldirektor Heinz Müller, der erst 1966 das Werk übernommen hatte, abgelöst wurde. Auf der 59. Sitzung des Präsidiums des Ministerrates der DDR vom 13. November 1968 wurde dann die Einsetzung von Erich Müller als neuer Generaldirektor bestätigt.
In der Folge führte Müller fast 20 Jahre einen der größten Betriebe in der DDR mit über 30.000 Beschäftigten. 1971 wurde dieser Stellung als einer der führenden Wirtschaftslenker auch von der SED Rechnung getragen und Müller auf dem VIII. Parteitag als Kandidat in das ZK der SED gewählt. 1976 wurde er zum Mitglied das ZK gewählt und blieb es bis zum Rücktritt des Zentralkomitees im November 1989. Im Oktober 1988 musste Müller, mit 67 Jahren bereits im Rentenalter stehend, seinen Posten aus gesundheitlichen Gründen aufgeben, er gehörte zu diesem Zeitpunkt zu den dienstältesten Generaldirektoren in der DDR. Schon im April des Jahres wurde ihm von der TH Leuna-Merseburg die Ehrendoktorwürde verliehen.
Müller starb 1996 in Halle.

## Ehrungen
- 1960 Vaterländischer Verdienstorden in Bronze[3]
- 1971 Vaterländischer Verdienstorden in Silber
- 1974 Vaterländischer Verdienstorden in Gold[4]
- 1980 Held der Arbeit[5]
- 1981 Karl-Marx-Orden[6]
- 1986 Ehrenspange zum Vaterländischen Verdienstorden[7]
- 1988 Großer Stern der Völkerfreundschaft[8]

*Nationalpreisträger, wie in einigen Quellen vermerkt, war Müller nie